# Aptenodytes
Aptenodytes là một chi chim trong họ Spheniscidae.

## Hình ảnh

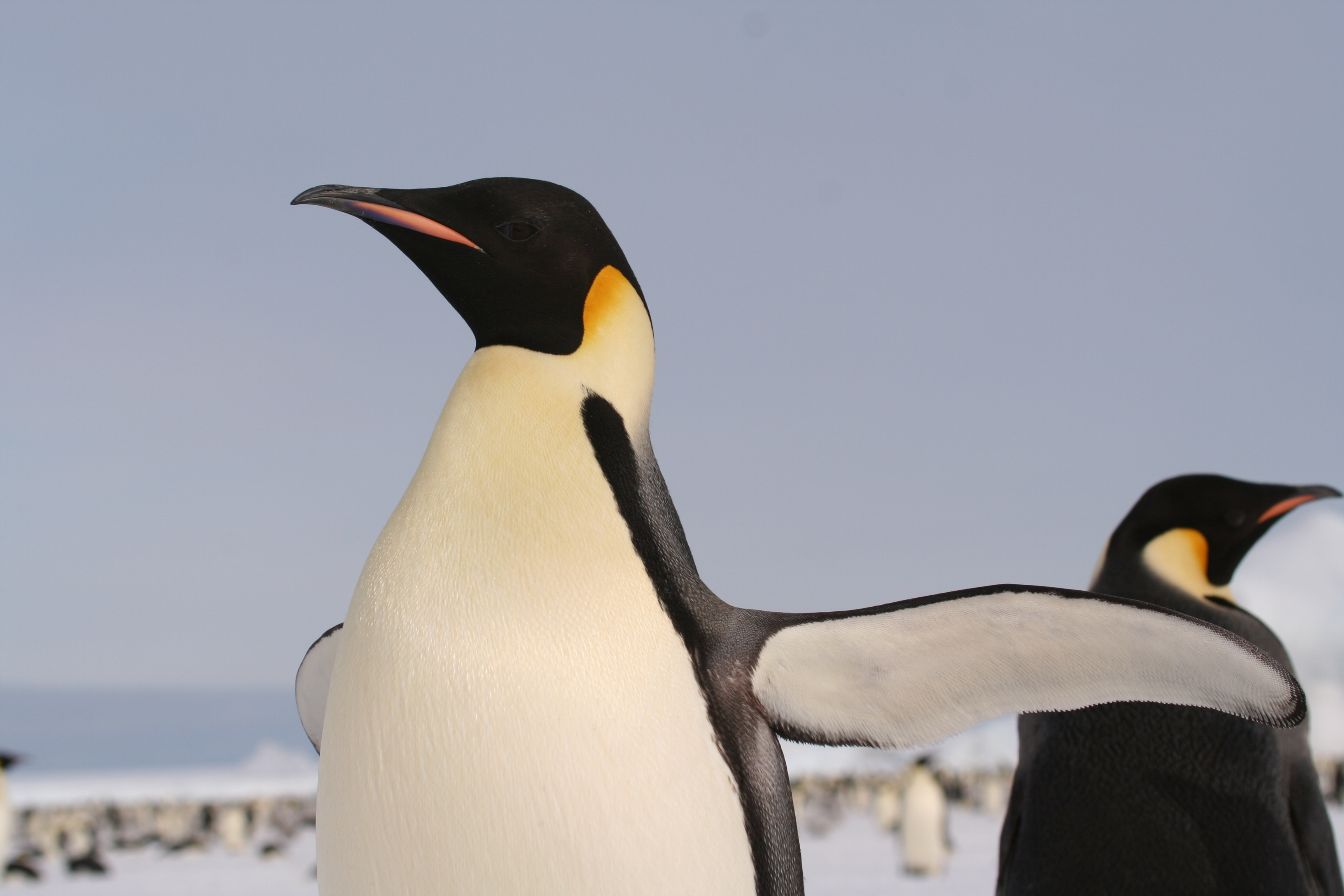
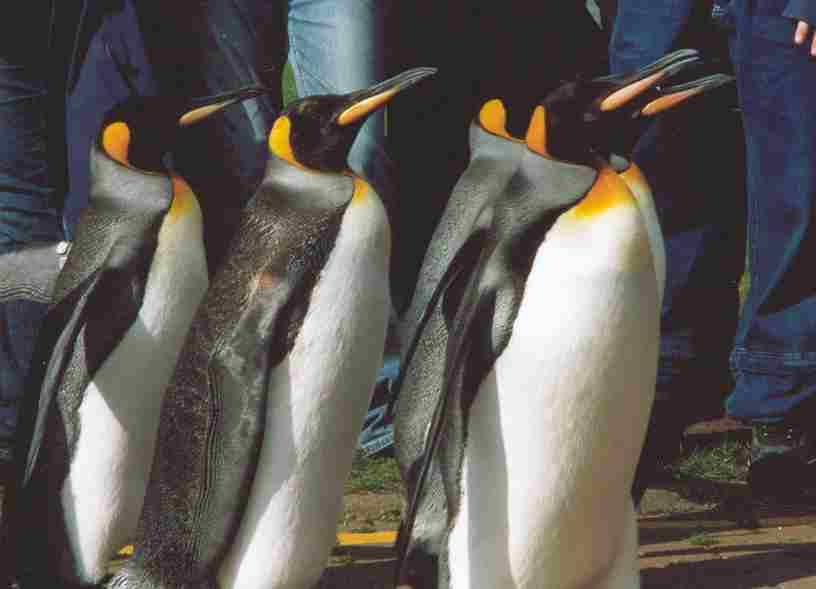
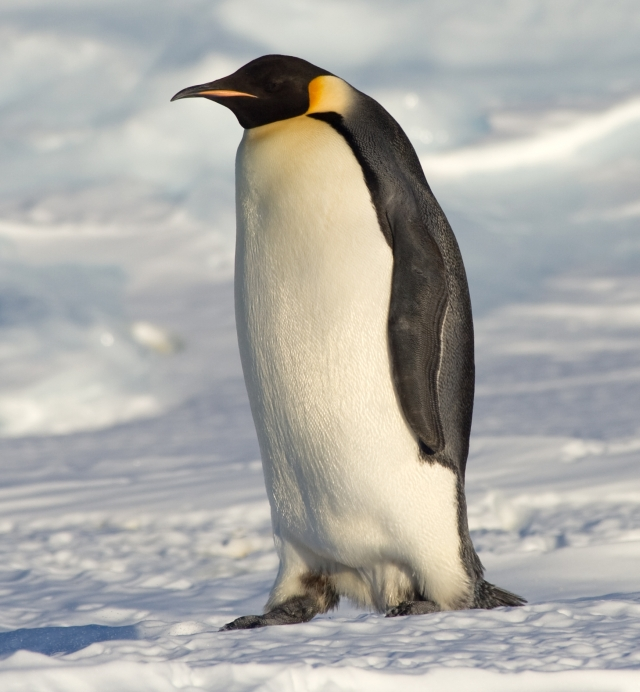
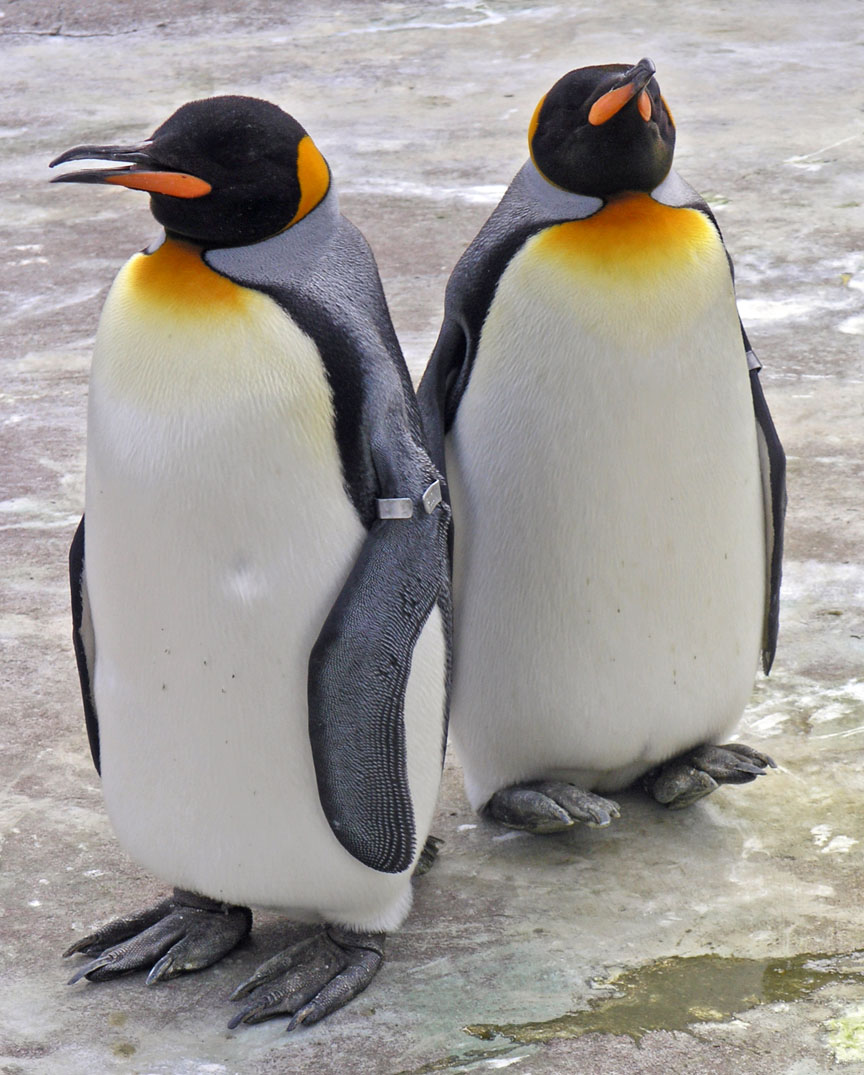
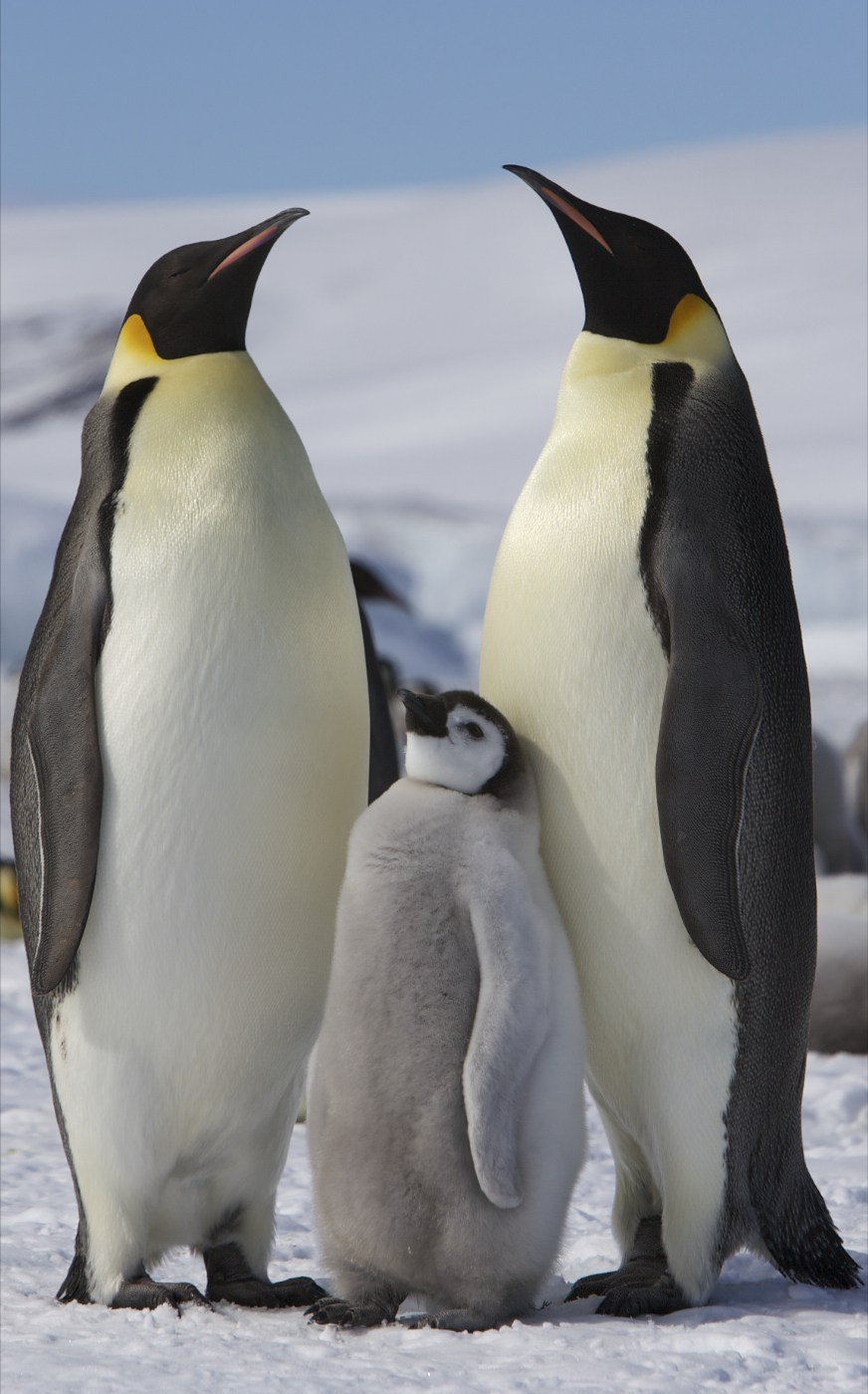

## Các loài
- Aptenodytes patagonicus
(Miller, 1778) (syn. A. longirostris, A. pennantii)
- Aptenodytes forsteri 
 (Gray, 1844)